# GLUT4
포도당 수송체 Type 4(GLUT4, Glucose Transporter Type 4)는 인간에서 SLC2A4 유전자에 의해 암호화 된 단백질이다. GLUT4는 주로 지방조직과 가로무늬근 (골격 및 심장)에서 발견되는 인슐린 조절 포도당 수송체이다. 포도당 수송체 단백질은 1988년, David James가 처음으로 발견하였다. GLUT4를 암호화하는 유전자가 클로닝되고 1989년에 매핑되었다.
GLUT4는 세포 표면에서 순환 포도당이 농도 구배로 근육과 지방 세포로 확산되는 것을 촉진한다. 세포 내에서, 포도당은 간에서 포도당 인산화 효소(glucokinase) 또는 다른 조직에서 헥소키나제(hexokinase)에 의해 빠르게 인산화 되어 포도당-6-인산을 형성 한 후, 해당과정에 들어가거나 글리코젠으로 중합된다. 포도당-6-인산은 세포 밖으로 다시 확산될 수 없으며, 이는 포도당이 수동적으로 세포로 들어가기 위해 농도 구배를 유지하는 역할을 한다.

## 구조

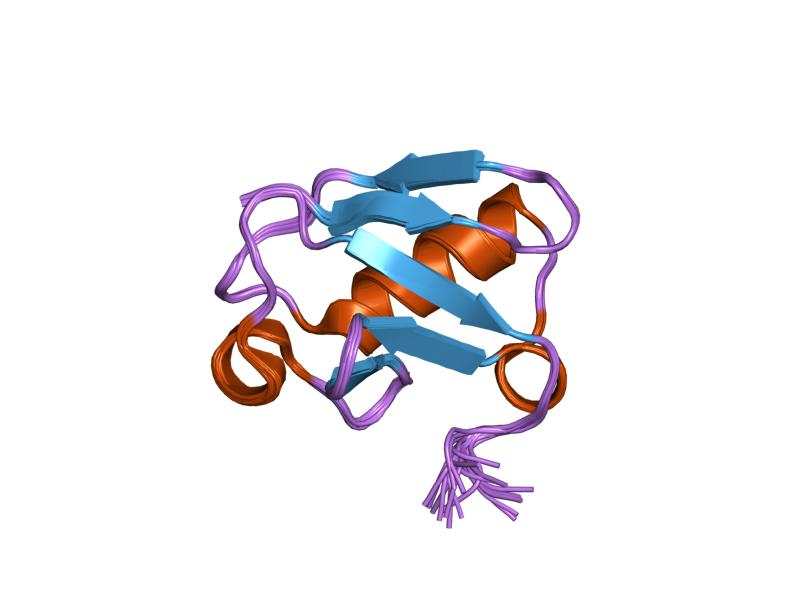
GLUT4에는 UBX-도메인이 존재한다. UBX-도메인은 세포 신호 전달을 도울 수 있는 유비퀴틴 조절 영역이다.

모든 단백질과 마찬가지로 GLUT4의 1차 서열에 존재하는 독특한 아미노산 서열은 혈장막을 가로질러 포도당을 수송할 수 있게 한다. N 말단의 페닐알라닌 이외에도, C 말단의 두 류신 잔기 및 산성 모티프는 세포 내 이입 및 세포 외 유출의 운동학에서 중요한 역할을 하는 것으로 알려진다.

### 다른 Type의 GLUT 단백질
총 14개의 GLUT 단백질이 염기 서열의 유사성을 바탕으로 3개의 클래스로 이루어져있다. 클래스 1은 GLUT 1-4, 14로 구성되어있고, 클래스 2는 GLUT 5, 7, 9, 11로 구성되어 있으며, 클래스 3은 GLUT 6, 8, 10, 12, 13으로 구성되어 있다.
모든 GLUT 단백질 사이에는 약간의 염기 서열 차이가 있지만, 모두 기본적인 구조적 구성 요소를 가지고 있다. 예를 들어, GLUT 단백질의 N 말단과 C 말단은 모두 세포의 세포질에 노출되어 있으며, 막 관통 세그먼트가 12개 존재한다.

## 조직 분포

### 골격근

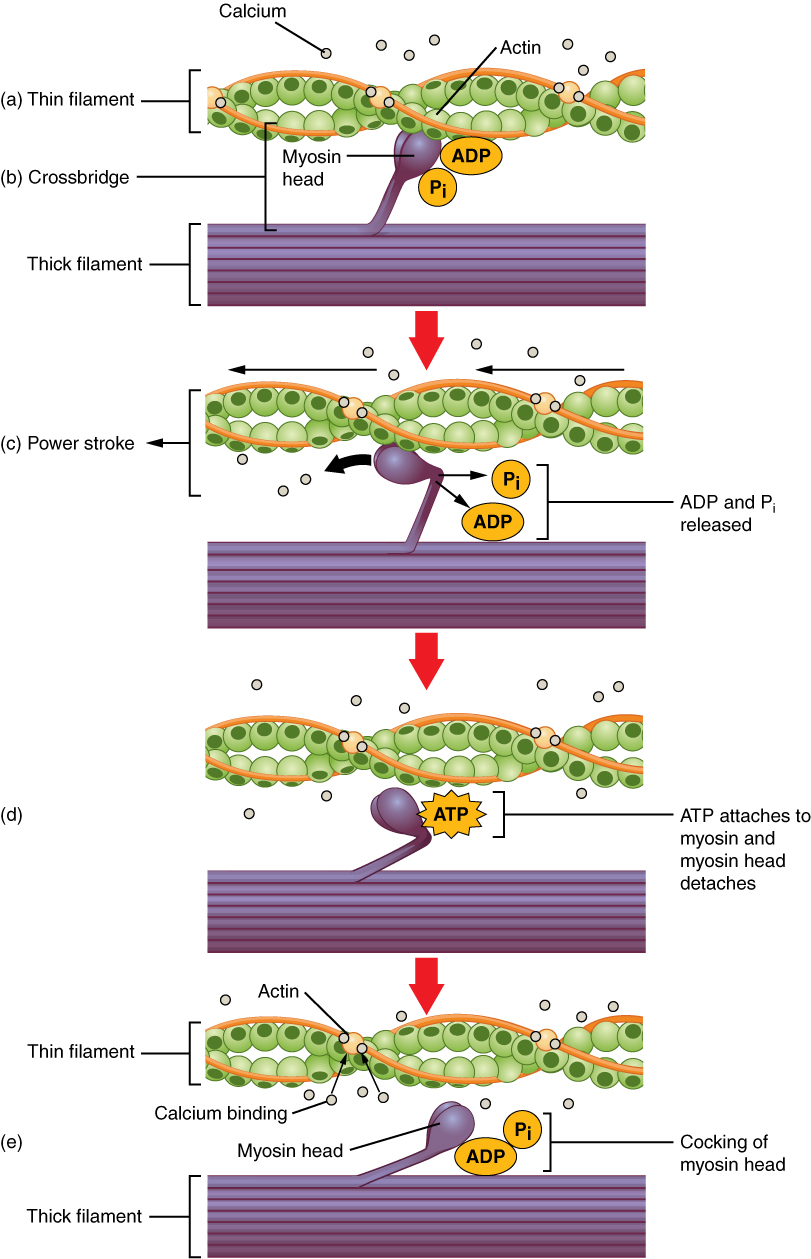
근육이 수축할 때, ATP를 사용한다. ATP를 만드는 데 필요한 에너지는 포도당을 시작 물질로 사용하는 다양한 경로(예 : 해당과정 또는 산화적 인산화)에서 발생한다.

가로무늬 골격근 세포에서 운동이나 근육 수축의 결과로 혈장막의 GLUT4 농도가 증가할 수 있다.
운동을 하는 동안 신체는 에너지가 필요한데, 이 때 포도당을 ATP로 변환해야 한다. 포도당-6-인산 농도가 감소함에 따라, 헥소키나제의 억제 효과는 적어지고, ATP를 만드는 해당과정 및 산화적 경로는 촉진받는다. 이것은 근육 세포 내 농도가 감소함에 따라 더 많은 포도당을 섭취할 수 있다는 것을 의미한다. GLUT4는 세포 내 포도당 수준을 높이기 위해 촉진 확산에 사용되는 주요 수송체이다.
근육 수축은 유사한 방식으로 기능하고, GLUT4의 원형질막으로의 환원시키지만, 2개의 골격근 과정은 다른 형태의 세포 내 GLUT4를 얻는다. GLUT4 운반체 소포체는 트랜스페린 양성 또는 음성이며, 다른 자극에 의해 모집된다. 트랜스페린-양성 GLUT4 소포체는 근육 수축 동안 이용되며, 트랜스페린-음성 소포체는 운동 뿐만 아니라 인슐린 자극에 의해서도 활성화된다.

### 심근
심근은 골격근과 약간 다른 방식으로 작용한다. 휴식기에는 주 에너지원으로 지방산을 사용한다. 활동이 증가하고 심장이 빨리 뛰기 시작하면 심근이 더 빠른 속도로 포도당을 산화시키기 시작한다.
심근에서 GLUT1, GLUT4의 mRNA 수치를 분석했을 때, GLUT1이 골격근에서보다 심근에서 더 큰 역할을 한다는 것을 보여준다. 하지만 GLUT4는 여전히 포도당의 주요 수송체로 작동한다.
다른 조직과 마찬가지로 GLUT4는 인슐린 신호에 반응하고, 혈장막으로 운반되어 포도당이 세포로 쉽게 확산된다.

### 지방 조직
지방 조직은 항상성을 유지하기 위해 에너지를 비축하는 곳이다. 신체가 포도당의 형태로 에너지를 섭취하면 일부는 소비하고 나머지는 간 또는 근육 세포에서는 글리코젠의 형태로, 지방 조직에서는 트라글리세라이드로 저장된다.
포도당의 섭취와 에너지 소비의 불균형은 지방 세포의 비대를 초래하여 비만을 유발하는 것으로 나타났다. 또한, 지방 세포의 GLUT4 유전자의 돌연변이는 GLUT4 발현을 더 증가시킬 수 있으며, 이는 포도당 흡수를 증가시켜 지방을 더 많이 저장하게한다. GLUT4가 과발현되면 실제로 영양분 분포를 변경하고 과도한 포도당을 지방 조직으로 보내 지방 조직 질량을 증가시킬 수 있다.  

## 조절

### 인슐린
인슐린은 혈액 내 포도당 농도 증가함에 따라 췌장에서 혈류로 방출된다. 인슐린은 췌장의 베타 세포에 저장된다. 혈액 내 포도당이 베타 세포막의 포도당 수용체에 결합 할 때, 신호 전달이 세포 내부에서 시작되어 세포의 소포체에 저장된 인슐린이 혈류로 방출된다. 인슐린 수치가 증가하면 포도당이 세포로 흡수된다. GLUT4는 수송 소포에 세포에 저장되며, 인슐린이 막 수용체에 결합 할 때 세포의 원형질막에 빠르게 통합된다.
인슐린의 농도가 낮은 조건에서, 대부분의 GLUT4는 근육과 지방 세포의 세포 내 소포체에 격리된다. 소포체가 원형질막과 융합되면서 GLUT4 수송체가 삽입되어 포도당을 운반할 수 있고, 이로 인해 포도당 흡수가 증가한다. 유전자 조작으로 만들어진 근육 인슐린 수용체가 결핍된 (MIRKO, Muscle Insulin Receptor Knock-Out) 쥐는 인슐린으로 인한 포도당 섭취에 무감각하게 설계되었으며, 이는 GLUT4가 없음을 의미한다. 그러나 당뇨 또는 공복 고혈당증이있는 쥐는 부작용에 면역이 있는 것으로 밝혀졌다.

인슐린 신호 전달 경로는 인슐린이 인슐린 수용체 단백질에 결합 할 때 시작된다. 전달 경로가 완료되면, GLUT4 저장 소포체는 세포막과 융합된다. 결과적으로, GLUT4 단백질 채널이 막에 내장되어 포도당이 세포 내로 수송 수 있도록한다.

GLUT4의 메커니즘은 신호 전달 효과의 예이며, 막 수용체에 리간드의 결합은 신호를 증폭시키고 세포 반응을 유발한다. 이 경우, 인슐린은 이합체 형태로 인슐린 수용체에 결합하여 수용체의 티로신-인산화 효소 도메인(Tyrosine-Kinase Domain)을 활성화시킨다. 그 후, 수용체는 효소 PI-3-인산화 효소에 결합하는 인슐린 수용체 기질(IRS-1)을 모집한다. PI-3-인산화 효소는 막 지질 PIP2를 PIP3로 전환한다. PIP3은 단백질 인산화 효소 B(PKB, Protein Kinase B) 및 PDK1에 의해 특이적으로 인식되며, 이는 PKB를 인산화 및 활성화시킬 수있다. 인산화되면 PKB는 활성화 된 상태이고 TBC1D4를 인산화하여 TBC1D4와 관련된 GTPase 활성화 도메인을 억제하여 Rab 단백질이 GDP에서 GTP로 전환시킨다. GTPase 활성화 도메인의 억제는 신호 전달에서 단백질을 활성 형태로 다음에 남기고, GLUT4가 원형질 막상에서 발현되도록 자극한다.
또한 RAC1은 인슐린에 의해 활성화 된 GTPase이다. Rac1은 대뇌 피질 미세 섬유의 재구성을 자극하여 GLUT4 소포가 원형질막에 삽입 될 수 있게한다.  RAC1이 결핍된 쥐는 근육 조직에서 포도당 흡수를 감소시켰다.
GLUT4의 이형 접합인 녹아웃 마우스는 당뇨병 뿐만 아니라 근육에서도 인슐린 저항성을 나타낸다.

### 근육 수축
근육 수축은 근육 세포를 자극하여 GLUT4 수용체를 표면으로 이동시킨다. 이것은 지속적인 수축이 GLUT4 전위의 속도를 증가시키는 심장 근육에서 더욱 그렇다. 하지만 골격근 수축이 증가하면 더 적게 관찰된다. 골격근에서 근육 수축은 GLUT4 전위를 몇 배 증가시킨다. 이것은 RAC1 또는 AMP 활성화 단백질 인산화 효소(AMP-activated Protein Kinase)에 의해 조절 될 가능성이 있다.

### 근육 이완
근육 이완은 또한 RAC1을 통해 설치류 근육에서 GLUT4 전위 및 포도당 흡수를 자극한다.

## 상호 작용
GLUT4는 Daxx로도 알려진 사망 관련 단백질 6(Death-associated Protein 6)과 상호 작용하는 것으로 나타났다. 세포 자살 조절에 사용되는 Daxx는 세포질에서 GLUT4와 관련이 있는 것으로 나타났다. GLUT4에서 발견된 것과 같은 UBX-도메인은 아 세포 자살 신호와 관련이 있는 것으로 나타났다. 따라서, 이 상호 작용은 세포 내에서 Daxx의 전위에 도움이 된다.
또한 최신 보고서에 따르면, 해마와 같은 중추 신경계에서 GLUT4 유전자의 존재가 밝혀졌다. 또한, 해마에서 인슐린으로 자극된 GLUT4의 트래피킹(Trafficking)의 손상은 해마 뉴런의 대사 활동 및 가소성을 감소시키며, 행동 및 인지 기능 장애를 초래한다.